# Ormsten
Ormsten är enligt folktron en undergörande sten som ägs av "ormkungen". I vissa föreställningar som den om vitorm är det i stället själva ormens skinn som är undergörande, i andra föreställningar en krona som tillhör ormkungen.
Hos indoiranska, slaviska och keltiska folk berättas sagor om hur en man med list kommer i besittning av ormstenen. Föreställningar om en magisk ormsten förekommer inte